# Prunus laurocerasus

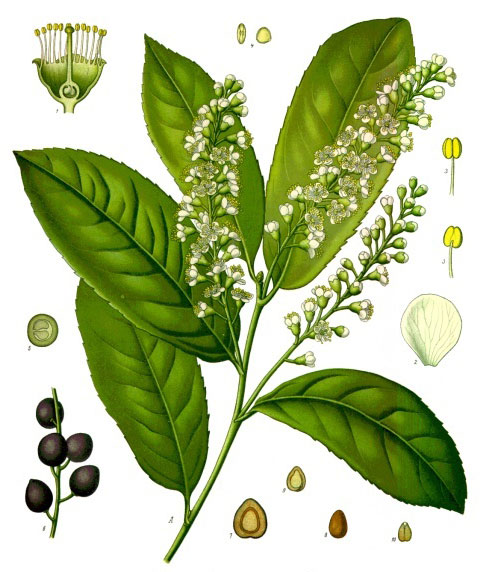
Flores de Prunus lauroceresus

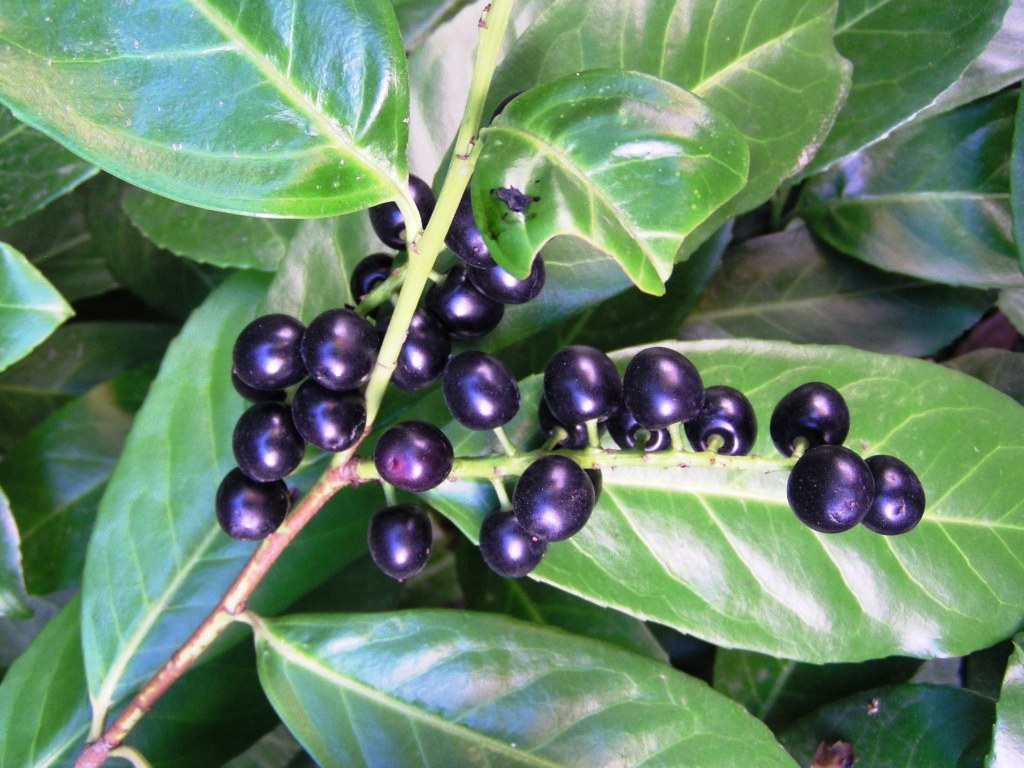
Frutos.

Prunus laurocerasus, lauroceraso o laurel cerezo es una especie de arbusto  o árbol siempreverde del género Prunus originaria de la laurisilva y los ecosistemas que evolucionaron de la misma, de hasta 8 m de alto, perteneciente a la familia de las rosáceas. Es originaria de Asia Menor y se cultiva en zonas templadas de Europa como planta ornamental, desarrollándose generalmente como arbusto.

## Características

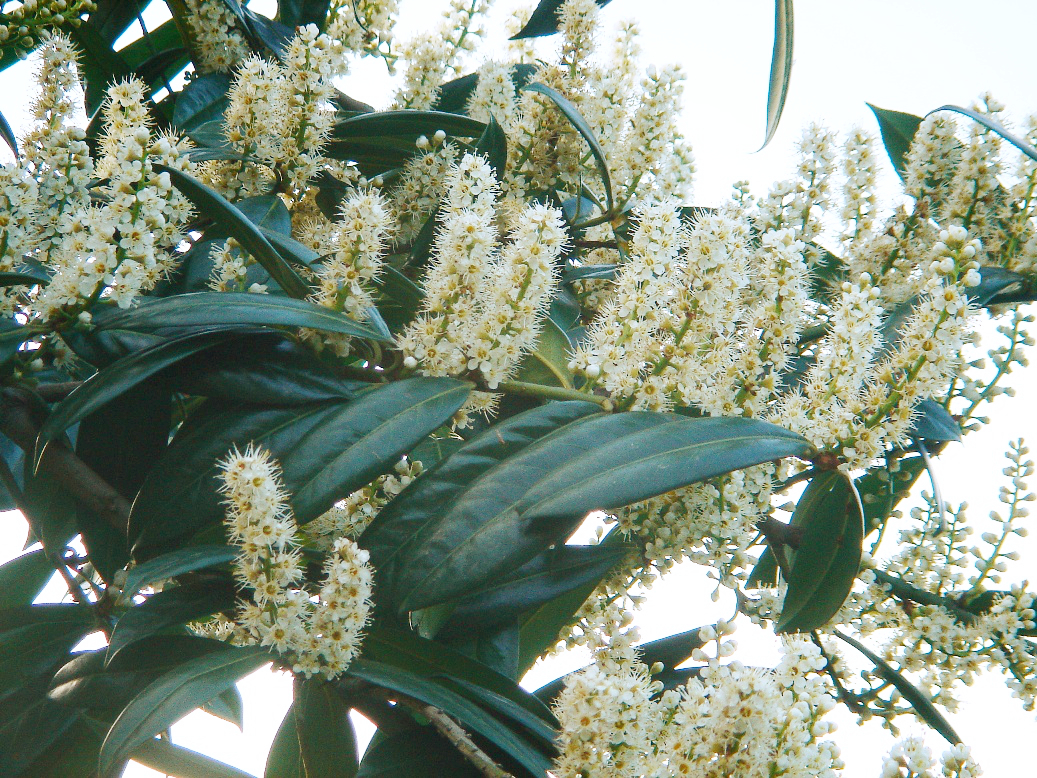
Prunus laurocerasus

Es un arbusto o árbol perenne que alcanza los 6 m de altura. Hojas brillantes, ovales y  coriáceas de color verde oscuro que miden 10 cm de longitud. Las flores son aromáticas de color blanco y se agrupan en racimos axilares. El fruto es una drupa negra parecida a una cereza y se agrupa en racimos como las uvas. A diferencia del resto de la planta, que es venenosa, las cerezas son comestibles, aunque más suaves y un poco secas en comparación con las de otras especies del género Prunus. Sin embargo, las semillas contenidas en las drupas sí son venenosas.

## Propiedades
- Tiene efecto sedante sobre el sistema nervioso.
- Estimulante respiratorio.
- Las semillas, por su contenido en ácido cianhídrico son altamente tóxicas y tienen el sabor de las almendras amargas.

## Taxonomía
Prunus laurocerasus fue descrita por Carlos Linneo y publicado en Species Plantarum 1: 474, en el año 1753.
Etimología
Ver: Prunus: Etimología
Sinonimia
- Cerasus laurocerasus  (L.) Dum.Cours.
- Laurocerasus officinalis M.Roem.
- Padus laurocerasus (L.) Mill.
- Prunus grandifolia Salisb.[4]

## Nombre común
Laurel cerezo, laurel-cerezo, laurel liso, laurel real, laurel romano, lauroceraso, lauro-ceraso, lauro-cerezo, lauro real, loro.
En ciertas regiones de Asturias es conocido como Xuribaga. 